# В'югін Костянтин (Ровер)
Костянти́н В'ю́гін — підполковник Збройних сил України, учасник боїв за Савур-Могилу 2014 року, командир групи «Харків».

## Життєпис

### Російсько-українська війна
Разом с Ігорем Гордійчуком воювали у боях під Слов'янськом. Костянтин В'югін займався корегуванням, ходив у розвідку.
Разом з Гордійчуком створили окрему добровольчу роту диверсійної спеціаліазції. Після затвердження у Віктора Муженка, рота була оформлена як підрозділ ГУР МО при штабі АТО. До її складу входили група "Харків", група Іси Акаєва «Крим» і група «Луганськ» Темура Юлдашева.
З 16 серпня 2014 року окремий добровольчий підрозділ ГУР МО при Штабі АТО під командуванням Костянтина В'югіна зайшов на висоту,та боронив Савур-Могилу до 24 серпня, коли вже висота була у глибокому тилу ворога.

## Вшанування
- У жовтні 2015 року Сергій Лойко сказав, що Костянин В'югін брав участь у роботі над романом «Аеропорт», працюючи над розділами про бої за Іловайськ.[3]